# Franz Boehm (priester)
Pastoor Franz Boehm (3 oktober 1880 in Boleszyn; 13 februari 1945 in concentratiekamp Dachau) was een rooms-katholieke priester van het Aartsbisdom Keulen, verzetsstrijder en martelaar.

## Biografie
Franz Boehm, geboren in West-Pruisen, kwam uit een Duits-Poolse lerarenfamilie. Zijn lagere schooljaren bracht hij door in het Rijnland. Hij slaagde voor zijn Abitur in Mönchengladbach. Na het voltooien van zijn filosofische en theologische studies in Bonn, werd hij in 1906 tot priester gewijd voor het aartsbisdom Keulen. Bij zijn drie aalmoezeniers in het Ruhrgebied kon hij ook de pastorale zorg van Polen op zich nemen omdat hij Pools sprak. Hij begon zijn eerste pastoraat in 1917 in Düsseldorf-Gerresheim.  
Toen pastoor Boehm in 1923 naar Troisdorf-Sieglar verhuisde, begon zijn martelaarschap. Uit de Gestapo-dossiers kwam het volgende: strafrechtelijke procedures uit 1934, die werden stopgezet; 1935 verbod op het geven van godsdienstonderwijs; tegelijkertijd de eerste uitzetting, die echter in 1936 door amnestie werd opgeheven; 1937 tweede en laatste uitzetting.
In zijn pastoraat in Monheim van 1938 tot 1944 moest zijn getuigenis worden aangevuld: 1938 prima; 1941 waarschuwing voor diensten in het Pools; 1942 veiligheidsgeld van 3.000 RM vanwege een preek over Christus Koning; Paaspreek uit 1944 tegen nazi-propagandafilms; vervolgens, in de loop van de "Aktion Gitter" na complot van 20 juli 1944, werd hij in de kerk gearresteerd en op 11 augustus 1944 naar het concentratiekamp Dachau gestuurd. Hij stierf daar op 13 februari 1945 als gevolg van een gordelroos.